# 佐藤康恵
佐藤 康恵（さとう やすえ、1978年12月7日 - ）は、日本のモデル・女優。埼玉県飯能市出身。ノースプロダクション所属。

## 略歴
飯能市立原市場小学校、飯能市立原市場中学校、埼玉県立飯能南高等学校卒業。
14歳の時にクラシックバレエのレッスンの帰りにモデルとしてスカウトされ、15歳で雑誌の表紙を担当。
1997年、映画『バウンスkoGALS』で女優デビュー。
1999年、ダグラス・カーのプロデュースにより歌手としても活動。
2004年に放送された『ウルトラマンネクサス』では西条凪役、2005年からの『牙狼』シリーズでは、魔戒法師・邪美（まかいほうし・じゃび）役を演じた。バレエの経験があり、邪美役では体の柔らかさを生かしたアクションシーンにも挑戦した。
2006年7月の移籍に際して、芸名を「さとうやすえ」としたが、2012年12月の再移籍により本名に戻す。
2014年5月27日に一般男性と結婚したことを、同年7月7日に発表した。第1子を出産する一カ月前に、都内から地元の飯能市に引っ越す。
2015年7月7日に第1子となる男児を出産。2018年8月14日に第2子となる女児を出産した。
2019年10月、飯能市の「原市場まちづくり応援大使」に就任。

## 人物

### 趣味・特技
趣味はウィンドーショッピング、特技はバレエ。

### 家族
父、母、4人兄弟の3番目（兄、姉、弟）である。
夫は日本とカナダのハーフ。子供は息子と娘の2人。
実家でシェルティ、自宅ではパピヨンを飼っている。

## 出演

### テレビ番組
- ドキドキハウス（1997年12月26日、NHK教育テレビ） - ハナ 役
- 真夜中の王国（1998年4月10日 - 2000年3月、NHK-BS2） - 司会
- イタリア語会話（1998年、NHK教育テレビ）
- 拝啓!!刑事プリ夫様（1998年、日本テレビ）
- とんねるずの生でダラダラいかせて!!（1999年、日本テレビ）
- 恋するアミパラ（1998年10月 - 1999年3月、テレビ朝日）
- はいっチーズ!（1998年、仙台放送）
- 特命リサーチ200X-II（2002年、日本テレビ）

### テレビドラマ
- ゴールデンロマンスを私に（1997年、名古屋テレビ） - 館林ひばり 役
- ランデヴー（1998年、TBS） - 小西比奈子 役
- スタイル!（2000年、テレビ朝日） - 野々村ユカ 役
- 生きるための情熱としての殺人（2001年、テレビ朝日） - 小久保アミ 役
- ハンドク!!!（2001年、TBS） - 石山 役
- 婚外恋愛（2002年、テレビ朝日）
- GOOD LUCK!!（2003年、TBS） - 稲垣千佳 役
- 恋する日曜日「見つめていたい 〜トワイライトアヴェニュー〜」（2003年、BS-i） - 松田美咲 役
- ウルトラマンネクサス（2004年、中部日本放送・TBS） - 西条凪 役
- 文學の唄 恋する日曜日「新居」（2005年、BS-i） - 鈴鹿さつき 役
- 牙狼<GARO>シリーズ - 邪美 役
  - 牙狼<GARO>（2005年 - 2006年、テレビ東京）
  - 牙狼〈GARO〉スペシャル 白夜の魔獣（2006年12月、CSファミリー劇場）
  - 牙狼<GARO>〜MAKAISENKI〜（2011年、テレビ東京）
  - 牙狼<GARO> -魔戒烈伝-（2016年、テレビ東京）
- 暖流（2007年、毎日放送） - 志摩啓子 役
- 東京ゴースト・トリップ（2008年、TOKYO MX） - 日暮坂珠美 役
- 相棒 Season7 第14話「男装の麗人」（2009年2月11日、テレビ朝日） - 富岡史恵 役
- 遺留捜査スペシャル（2013年11月10日、テレビ朝日） - 嶋田夏美 役
- 科捜研の女 第13シリーズ 第9話 - 第13話（2014年、テレビ朝日） - 江崎和帆 役
- 聖母・聖美物語（2014年3月31日 - 6月27日、東海テレビ） - 塩谷百合子 役
- 警視庁捜査一課9係 season11 第5話（2016年5月4日、テレビ朝日） - 鳩山蘭子 役
- クロステイル 〜探偵教室〜 第7話（2022年5月21日、東海テレビ・フジテレビ） - 高濱百合子 役
- 定年オヤジ改造計画（2022年7月25日、NHK BSプレミアム・NHK BS4K） -  木村秋香 役

### ラジオ番組
- 佐藤康恵のふわふわエンジェルトーク（ニッポン放送）
- 佐藤康恵のジェリービーンバウンス（bayfm）

### ラジオドラマ
- 青春アドベンチャー「路地裏のエイリアン」（1998年8月 - 9月、NHK-FM）

### 映画
- バウンス ko GALS（1997年） - ラクちゃん 役 ヨコハマ映画祭最優秀新人賞受賞
- なぞの転校生（1998年） - 岩瀬真祐未 役
- 無問題（1999年） - 玲子 役
- 劇場版 百獣戦隊ガオレンジャー 火の山、吼える（2001年） - 伊莉那 役
- 連弾（2001年） - 長井チヅル 役
- アイ・ラヴ・ピース（2003年） - 山村絵里 役
- 怪談新耳袋劇場版「残煙」（2004年）
- 怪談新耳袋「教えて」（2004年）
- 岸和田少年愚連隊カオルちゃん最強伝説 妖怪地獄（2004年） ※オリジナルビデオ
- いらっしゃいませ、患者さま。（2005年） - 村越由佳 役
- ウルトラマンゼロ THE MOVIE 超決戦!ベリアル銀河帝国（2010年） - ミナ 役
- 牙狼外伝 桃幻の笛（2013年） - 主演・女魔戒法師 邪美 役
- あらうんど四万十 ―カールニカーラン―（2015年） - 石川笑 役

### CM
- 東芝「アリーナ」
- キリンビバレッジ「きりり」
- デジキューブ「ブシドーブレード」
- 理研ビタミン
  - 「ノンオイルドレッシング」
  - 「わかめスープ」
- NTTドコモ 東海「インフォステーション」
- PENTAX「フィンガーサイズ」
- 資生堂「ff」 - イメージモデル
- 着物の三松 - イメージモデル
- Bigjohn「BRAPPERS」 - イメージキャラクター
- 明治製菓
  - 「キシリッシュ」
  - 「パーフェクトプラス」
- 小林製薬「ムクミキュア」

### 舞台
- ミランドリーナ（1998年）
- ウィー・トーマス（2003年）
- カトル〜清水邦夫「楽屋」より〜（2004年）
- 唐辛子なあいつはダンプカー！（2004年）
- 姫が愛したダニ小僧（Piper、2005年7月22日 - 31日、於・アートスフィア）
- サイゴ（Oi-SCALE、2005年12月15日 - 18日、於・吉祥寺シアター）
- キキチガイ／KIKITIGAI（Oi-SCALE、2006年6月1日 - 4日、於・シアタートラム）
- ロールシャッハ（Oi-SCALE、2007年8月16日 - 19日、於・シアタートラム）

### ミュージックビデオ
- 斉藤和義「ハミングバード」

### ゲーム
- デメント（2005年） - 主人公フィオナ・ベリのモーションアクター
- ウルトラマンネクサス（2005年、PlayStation 2） - 西条凪 役

### コレクション
- ヒロミチナカノ
- ケイタマルヤマ
- ツモリチサト
- キョウコヒガ

etc.

### 雑誌
- Olive（マガジンハウス）
- non-no（集英社）
- MORE（集英社）
- LEE（集英社）
- Men's NON-NO（集英社）
- PeeWee（ソニーマガジンズ）
- Oggi（小学館）
- anan（マガジンハウス）
- BRUTUS（マガジンハウス）
- 装苑（文化出版局）
- ハイファッション（文化出版局）
- ミセス（文化出版局）
- ELLE（アシェット婦人画報社）
- CUTiE（宝島社）
- smart（宝島社）
- Zipper（祥伝社）

etc.

### 玩具
- ウルトラレプリカ エボルトラスター 20th Anniversary ver.（2024年） - 西条凪 役
- ウルトラレプリカ ブラストショット 20th Anniversary ver.（2025年） - 西条凪 役

## ディスコグラフィ

### シングル
| 枚  | リリース日    | タイトル           | 規格   | 販売生産番号 |
| --- | ------------- | ------------------ | ------ | ------------ |
| 1st | 1999年1月21日 | Yes. I will follow | 8cmCD  | AIDT-5024    |
| 2nd | 1999年5月21日 | Save my heart      | 8cmCD  | AIDT-5041    |
| 3rd | 1999年10月1日 | 愛について         | 12cmCD | AICT-1130    |

### アルバム
| 枚  | リリース日     | タイトル | 規格 | 販売生産番号 |
| --- | -------------- | -------- | ---- | ------------ |
| 1st | 1999年10月21日 | jasuen   | CD   | AICT-1145    |

### ビデオ
1. jui+sy（1999年12月18日） AIVT-3021

## 著書
- ナチュラルビューティー～自分らしくキレイになる～（PHP研究所）